# Avaux
Avaux ist eine französische Gemeinde mit 511 Einwohnern (Stand 1. Januar 2022) im Département Ardennes in der Region Grand Est (vor 2016 Champagne-Ardenne). Sie gehört zum Arrondissement Rethel, zum Kanton Château-Porcien und zum Gemeindeverband Pays Rethélois. Die Einwohner werden im Französischen als Avalois(es) bezeichnet.

## Geografie
Die Aisne bildet die südöstliche und südliche Gemeindegrenze. Umgeben wird Avaux von den Nachbargemeinden Villers-devant-le-Thour im Norden, Asfeld im Nordosten, Vieux-lès-Asfeld im Südosten, Brienne-sur-Aisne im Süden sowie von den in der Region Hauts-de-France, Département Aisne, gelegenen Gemeinden Évergnicourt im Südwesten und Westen und Proviseux-et-Plesnoy auf einem kurzen Abschnitt im Nordwesten.

## Bevölkerungsentwicklung
| Jahr                       | 1962 | 1968 | 1975 | 1982 | 1990 | 1999 | 2006 | 2018 |
| Einwohner                  | 355  | 327  | 317  | 293  | 404  | 454  | 463  | 466  |
| Quellen: Cassini und INSEE |      |      |      |      |      |      |      |      |

## Sehenswürdigkeiten

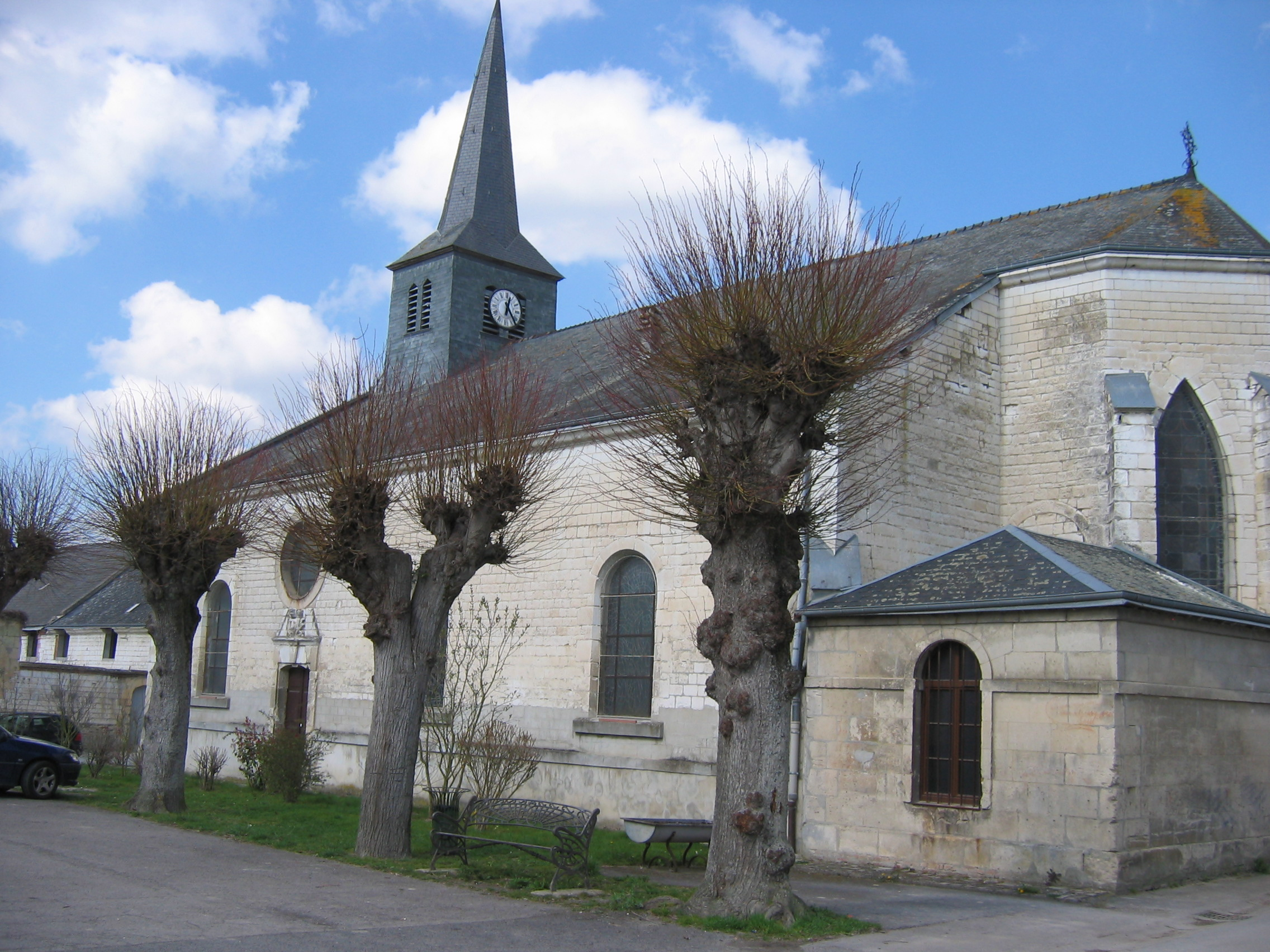
Kirche Notre-Dame

- Kirche Notre-Dame

## Persönlichkeiten
- Claude de Mesmes, comte d’Avaux (1595–1650), französischer Diplomat
- Jean-Jacques de Mesmes, comte d’Avaux (1640–1688), Beamter der königlichen Verwaltung